# Liste von Sakralbauten in Lauda-Königshofen
Die Liste von Sakralbauten in Lauda-Königshofen nennt Kirchengebäude und sonstige Sakralbauten im Stadtgebiet von Lauda-Königshofen im Main-Tauber-Kreis in Baden-Württemberg.

## Sakralbauten in Lauda-Königshofen

### Christentum
Die katholischen Sakralbauten im Stadtgebiet von Lauda-Königshofen gehören zur Seelsorgeeinheit Lauda-Königshofen im Dekanat Tauberbischofsheim. Die evangelischen Sakralbauten im Stadtgebiet von Lauda-Königshofen sind den Kirchengemeinden Lauda und Königshofen-Grünsfeld im Kirchenbezirk Wertheim zugeordnet.

#### Kirchengebäude
| Name                                         | Konfession | Ort          | Bild | Koordinaten                 |
| -------------------------------------------- | ---------- | ------------ | --- | --------------------------- |
| Evangelische Kirche                          | ev.        | Sachsenflur  | Bild gesucht Die Wikipedia wünscht sich an dieser Stelle ein Bild vom hier behandelten Ort. Weitere Infos zum Motiv findest du vielleicht auf der Diskussionsseite . Falls du dabei helfen möchtest, erklärt die Anleitung , wie das geht. BW | 49° 31′ 28″ N, 9° 42′ 30″ O |
| Friedenskirche                               | ev.        | Lauda        | | 49° 34′ 3″ N, 9° 42′ 12″ O  |
| Heilig Kreuz                                 | r.-k.      | Gerlachsheim | | 49° 34′ 47″ N, 9° 43′ 13″ O |
| Marienkirche                                 | r.-k.      | Lauda        | | 49° 34′ 9″ N, 9° 42′ 19″ O  |
| Nikolaus-Höniger-Gemeindehaus mit Gebetsraum | ev.        | Königshofen  | Bild gesucht Die Wikipedia wünscht sich an dieser Stelle ein Bild vom hier behandelten Ort. Weitere Infos zum Motiv findest du vielleicht auf der Diskussionsseite . Falls du dabei helfen möchtest, erklärt die Anleitung , wie das geht. BW | 49° 32′ 51″ N, 9° 44′ 14″ O |
| St. Antonius                                 | r.-k.      | Deubach      | | 49° 32′ 51″ N, 9° 46′ 15″ O |
| St. Burkhard                                 | r.-k.      | Messelhausen | | 49° 34′ 33″ N, 9° 47′ 25″ O |
| St. Georg                                    | r.-k.      | Oberbalbach  | | 49° 32′ 23″ N, 9° 47′ 37″ O |
| St. Jakobus                                  | r.-k.      | Lauda        | | 49° 34′ 16″ N, 9° 42′ 8″ O  |
| St. Josef                                    | r.-k.      | Marbach      | | 49° 33′ 56″ N, 9° 43′ 30″ O |
| St. Markus                                   | r.-k.      | Unterbalbach | | 49° 31′ 43″ N, 9° 44′ 51″ O |
| St. Martin                                   | r.-k.      | Oberlauda    | | 49° 33′ 59″ N, 9° 40′ 39″ O |
| St. Mauritius                                | r.-k.      | Königshofen  | | 49° 32′ 56″ N, 9° 43′ 55″ O |
| St. Vitus                                    | r.-k.      | Heckfeld     | | 49° 33′ 3″ N, 9° 38′ 4″ O   |

#### Kapellen
| Name                                     | Konfession | Ort          | Bild | Koordinaten                 |
| ---------------------------------------- | ---------- | ------------ | --- | --------------------------- |
| Antoniuskapelle                          | r.-k.      | Königshofen  | Bild gesucht Die Wikipedia wünscht sich an dieser Stelle ein Bild vom hier behandelten Ort. Weitere Infos zum Motiv findest du vielleicht auf der Diskussionsseite . Falls du dabei helfen möchtest, erklärt die Anleitung , wie das geht. BW | 49° 32′ 42″ N, 9° 44′ 4″ O  |
| Bergkapelle                              | r.-k.      | Unterbalbach | | 49° 31′ 31″ N, 9° 45′ 1″ O  |
| Friedhofskapelle                         | r.-k.      | Beckstein    | | 49° 32′ 43″ N, 9° 42′ 9″ O  |
| Friedhofskapelle                         | r.-k.      | Gerlachsheim | Bild gesucht Die Wikipedia wünscht sich an dieser Stelle ein Bild vom hier behandelten Ort. Weitere Infos zum Motiv findest du vielleicht auf der Diskussionsseite . Falls du dabei helfen möchtest, erklärt die Anleitung , wie das geht. BW | 49° 34′ 41″ N, 9° 43′ 21″ O |
| Friedhofskapelle                         | r.-k.      | Lauda        | Bild gesucht Die Wikipedia wünscht sich an dieser Stelle ein Bild vom hier behandelten Ort. Weitere Infos zum Motiv findest du vielleicht auf der Diskussionsseite . Falls du dabei helfen möchtest, erklärt die Anleitung , wie das geht. BW | 49° 33′ 57″ N, 9° 41′ 49″ O |
| Friedhofskapelle                         | r.-k.      | Unterbalbach | | 49° 31′ 30″ N, 9° 45′ 5″ O  |
| Kapelle zum heiligen Grab (Blutskapelle) | r.-k.      | Lauda        | | 49° 34′ 14″ N, 9° 42′ 8″ O  |
| Käppele                                  | r.-k.      | Königshofen  | | 49° 32′ 36″ N, 9° 43′ 14″ O |
| Marienkapelle                            | r.-k.      | Hofstetten   | | 49° 34′ 11″ N, 9° 45′ 34″ O |

#### Klöster
| Name                                 | Konfession | Ort                               | Bild | Koordinaten                 |
| ------------------------------------ | ---------- | --------------------------------- | ---- | --------------------------- |
| Augustinerkloster Messelhausen       | r.-k.      | Messelhausen Schloss Messelhausen |      | 49° 34′ 35″ N, 9° 47′ 17″ O |
| Prämonstratenserkloster Gerlachsheim | r.-k.      | Gerlachsheim                      |      | 49° 34′ 49″ N, 9° 43′ 13″ O |

#### Kreuzwege
Die folgenden Freilandkreuzwege bestehen im Stadtgebiet von Lauda-Königshofen:
| Name                           | Konfession | Ort          | Bild | Koordinaten                 |
| ------------------------------ | ---------- | ------------ | ---- | --------------------------- |
| Kreuzweg in der Friedhofsmauer | r.-k.      | Lauda        |      | 49° 34′ 10″ N, 9° 42′ 20″ O |
| Kreuzweg in der Friedhofsmauer | r.-k.      | Oberlauda    |      | 49° 34′ 3″ N, 9° 40′ 37″ O  |
| Kreuzweg in der Friedhofsmauer | r.-k.      | Gerlachsheim |      | 49° 34′ 41″ N, 9° 43′ 16″ O |
| Kreuzweg in der Friedhofsmauer | r.-k.      | Beckstein    |      | 49° 32′ 44″ N, 9° 42′ 10″ O |
| Kreuzweg zur Mariengrotte      | r.-k.      | Oberlauda    |      | 49° 33′ 50″ N, 9° 40′ 46″ O |

#### Mariengrotten
Folgende Mariengrotten beziehungsweise Lourdesgrotten bestehen im Stadtgebiet von Lauda-Königshofen:
| Name         | Konfession | Ort          | Bild | Koordinaten                 |
| ------------ | ---------- | ------------ | ---- | --------------------------- |
| Mariengrotte | r.-k.      | Oberlauda    |      | 49° 33′ 37″ N, 9° 40′ 33″ O |
| Mariengrotte | r.-k.      | Marbach      |      | 49° 33′ 56″ N, 9° 43′ 31″ O |
| Mariengrotte | r.-k.      | Lauda        |      | 49° 34′ 16″ N, 9° 42′ 8″ O  |
| Mariengrotte | r.-k.      | Heckfeld     |      | 49° 33′ 4″ N, 9° 38′ 3″ O   |
| Mariengrotte | r.-k.      | Deubach      |      | 49° 32′ 51″ N, 9° 46′ 14″ O |
| Mariengrotte | r.-k.      | Königshofen  |      | 49° 32′ 55″ N, 9° 43′ 53″ O |
| Mariengrotte | r.-k.      | Unterbalbach |      | 49° 31′ 43″ N, 9° 44′ 50″ O |

#### Friedhöfe
In der Kernstädten Lauda und Königshofen der Doppelstadt Lauda-Königshofen sowie in den weiteren Stadtteilen bestehen folgende christliche Friedhöfe:
| Name                          | Ort          | Bild | Koordinaten                 |
| ----------------------------- | ------------ | --- | --------------------------- |
| Alter Friedhof, Stadtfriedhof | Lauda        | Bild gesucht Die Wikipedia wünscht sich an dieser Stelle ein Bild vom hier behandelten Ort. Weitere Infos zum Motiv findest du vielleicht auf der Diskussionsseite . Falls du dabei helfen möchtest, erklärt die Anleitung , wie das geht. BW | 49° 34′ 8″ N, 9° 42′ 19″ O  |
| Alter Friedhof                | Unterbalbach | Bild gesucht Die Wikipedia wünscht sich an dieser Stelle ein Bild vom hier behandelten Ort. Weitere Infos zum Motiv findest du vielleicht auf der Diskussionsseite . Falls du dabei helfen möchtest, erklärt die Anleitung , wie das geht. BW | 49° 31′ 45″ N, 9° 44′ 52″ O |
| Bergfriedhof, Neuer Friedhof  | Lauda        | Bild gesucht Die Wikipedia wünscht sich an dieser Stelle ein Bild vom hier behandelten Ort. Weitere Infos zum Motiv findest du vielleicht auf der Diskussionsseite . Falls du dabei helfen möchtest, erklärt die Anleitung , wie das geht. BW | 49° 33′ 58″ N, 9° 41′ 47″ O |
| Bergfriedhof, Neuer Friedhof  | Unterbalbach | Bild gesucht Die Wikipedia wünscht sich an dieser Stelle ein Bild vom hier behandelten Ort. Weitere Infos zum Motiv findest du vielleicht auf der Diskussionsseite . Falls du dabei helfen möchtest, erklärt die Anleitung , wie das geht. BW | 49° 31′ 30″ N, 9° 45′ 4″ O  |
| Friedhof                      | Heckfeld     | | 49° 33′ 2″ N, 9° 38′ 3″ O   |
| Friedhof                      | Beckstein    | | 49° 32′ 43″ N, 9° 42′ 9″ O  |
| Friedhof                      | Deubach      | Bild gesucht Die Wikipedia wünscht sich an dieser Stelle ein Bild vom hier behandelten Ort. Weitere Infos zum Motiv findest du vielleicht auf der Diskussionsseite . Falls du dabei helfen möchtest, erklärt die Anleitung , wie das geht. BW | 49° 32′ 52″ N, 9° 46′ 15″ O |
| Friedhof                      | Gerlachsheim | Bild gesucht Die Wikipedia wünscht sich an dieser Stelle ein Bild vom hier behandelten Ort. Weitere Infos zum Motiv findest du vielleicht auf der Diskussionsseite . Falls du dabei helfen möchtest, erklärt die Anleitung , wie das geht. BW | 49° 34′ 41″ N, 9° 43′ 17″ O |
| Friedhof                      | Königshofen  | Bild gesucht Die Wikipedia wünscht sich an dieser Stelle ein Bild vom hier behandelten Ort. Weitere Infos zum Motiv findest du vielleicht auf der Diskussionsseite . Falls du dabei helfen möchtest, erklärt die Anleitung , wie das geht. BW | 49° 32′ 57″ N, 9° 44′ 9″ O  |
| Friedhof                      | Marbach      | | 49° 33′ 56″ N, 9° 43′ 29″ O |
| Friedhof                      | Messelhausen | Bild gesucht Die Wikipedia wünscht sich an dieser Stelle ein Bild vom hier behandelten Ort. Weitere Infos zum Motiv findest du vielleicht auf der Diskussionsseite . Falls du dabei helfen möchtest, erklärt die Anleitung , wie das geht. BW | 49° 34′ 34″ N, 9° 47′ 25″ O |
| Friedhof                      | Oberbalbach  | Bild gesucht Die Wikipedia wünscht sich an dieser Stelle ein Bild vom hier behandelten Ort. Weitere Infos zum Motiv findest du vielleicht auf der Diskussionsseite . Falls du dabei helfen möchtest, erklärt die Anleitung , wie das geht. BW | 49° 32′ 24″ N, 9° 47′ 22″ O |
| Friedhof                      | Oberlauda    | Bild gesucht Die Wikipedia wünscht sich an dieser Stelle ein Bild vom hier behandelten Ort. Weitere Infos zum Motiv findest du vielleicht auf der Diskussionsseite . Falls du dabei helfen möchtest, erklärt die Anleitung , wie das geht. BW | 49° 34′ 2″ N, 9° 40′ 35″ O  |
| Friedhof                      | Sachsenflur  | Bild gesucht Die Wikipedia wünscht sich an dieser Stelle ein Bild vom hier behandelten Ort. Weitere Infos zum Motiv findest du vielleicht auf der Diskussionsseite . Falls du dabei helfen möchtest, erklärt die Anleitung , wie das geht. BW | 49° 31′ 25″ N, 9° 42′ 39″ O |

#### Sonstiges
Folgende sonstige Sakralbauten beziehungsweise Sakralbauten weiterer christlicher Gemeinschaften befinden sich im Stadtgebiet von Lauda-Königshofen:
| Name            | Konfession / Gemeinschaft | Ort   | Bild | Koordinaten                 |
| --------------- | ------------------------- | ----- | ---- | --------------------------- |
| Königreichssaal | Jehovas Zeugen            | Lauda |      | 49° 33′ 29″ N, 9° 42′ 58″ O |

### Judentum
Die folgenden jüdischen Sakralbauten des ehemaligen Bezirksrabbinats Wertheim bestanden oder bestehen im heutigen Stadtgebiet von Lauda-Königshofen:
| Name                            | Ort          | Bild | Koordinaten                 |
| ------------------------------- | ------------ | ---- | --------------------------- |
| Jüdischer Friedhof Unterbalbach | Unterbalbach |      | 49° 31′ 41″ N, 9° 45′ 10″ O |
| Synagoge                        | Messelhausen |      | 49° 34′ 28″ N, 9° 47′ 13″ O |
| Synagoge                        | Königshofen  |      | 49° 32′ 47″ N, 9° 43′ 51″ O |

### Islam
Die Muslime besuchen die Mimar-Sinan-Moschee in Lauda.
| Name                      | Ort   | Bild | Koordinaten                 |
| ------------------------- | ----- | ---- | --------------------------- |
| Mimar-Sinan-Moschee Lauda | Lauda |      | 49° 33′ 52″ N, 9° 42′ 36″ O |